# Come si fa... ?
Come si fa...? è il singolo di lancio della collaborazione artistica tra Umberto Tozzi e Marco Masini, pubblicato il 10 novembre 2006. È inserito nell'album Tozzi Masini.

## Tracce
1. Come si fa...? – 3:34
2. Come si fa...? (strumentale) – 10:48